# 長連龍
長連龍（日语：／ Chō Tsuratatsu，1546年9月9日—1619年3月18日）是日本戰國時代至江戶時代初期武將，織田家家臣，後來成為前田家家臣。
畠山家滅亡後，作為家臣的長氏亦一度滅亡，後來連龍仕於織田信長後才成功讓長氏復興。信長死後，他改仕於前田利家，在軍事和內政兩方面作出貢獻，他一生曾經參與41次合戰。

## 生涯

### 能登畠山家時代
天文15年（1546年）8月15日，連龍作為能登畠山氏家臣長續連的次子出生，幼名萬松。
其後，他出家成為臨濟宗的僧人，並且以宗先之名擔任孝恩寺的住持。天正5年（1577年），上杉謙信發動七尾城之戰將畠山氏的居城七尾城重重包圍，連龍奉其父之命，暗中向織田信長請求支援。然而，由於畠山氏家臣遊佐續光和溫井景隆等人的背叛，在織田的援軍到達之前，城內的長氏一族已經被殺，城池也陷落。

### 織田家時代
畠山家滅亡後，連龍出仕於信長，並且還俗改名為好連，自行召集500名士兵攻下穴水城。他與上杉氏家臣當時的七尾城主鰺坂長實和織田氏家臣神保氏張等人聯手對抗遊佐氏。連龍在與仇敵遊佐等人屢次交戰，也曾在能登和越中交手（菱脇之戰）。後來續光和景隆被長實放逐，連龍便與柴田勝家、前田利家和佐久間盛政追擊迅速逃亡的兩人，最終成功殺死兩人替家人報仇。後來，前田利家獲得能登，連龍與土肥親真成為其與力。
天正8年（1580年）1月10日，從好連復稱連龍，並且在同年獲信長安堵於所領。
天正10年（1582年），勝家領軍發動魚津城之戰，連龍亦有參戰，並且擊敗同族上杉家的長景連。

### 加賀前田家時代
同年6月2日本能寺之變爆發後，連龍成為利家的家臣，並且在石動山之戰中出陣，最終憑其戰功獲封3萬1000石。
天正11年（1583年），連龍在賤岳之戰中擔任前田軍的殿軍，最終連龍約30名家臣戰死。天正12年（1584年）末森城之戰爆發，佐佐成政進攻末森城期間，連龍作為援軍的表現耀眼，利家形容其為「鶴立雞群無人能及，非常值得信賴」（抜群の活躍比類なし、真実頼もしく候）。然而，連龍實際上未有參與末森城的合戰，利家讚賞的是他在合戰後不顧危險趕至這一點。
連龍在其後的小田原征伐、萬曆朝鮮之役、伏見城築城和宇治川的土木工事等各方面的事情均有參與，並且立下功績。
慶長4年（1599年）利家死去，連龍便仕於其子前田利長，並且在翌年爆發的關原之戰中於北陸地方與丹羽長重交戰，但是在淺井畷之戰戰敗。
慶長11年（1606年），連龍將家督之位讓給長子長好連而隱居，但是在慶長16年（1611年）好連死去的情況下復歸，再次就任家督，並且出戰大坂之戰。通過連番的功績，長家最終總共獲賞賜3萬3000石。
元和5年（1619年）2月3日，連龍在能登田鶴浜（現七尾市）死去，享年74歲。家督之位由次子長連賴繼承，其後子孫代代均擔任加賀前田家的家老，領受3萬3,000石。

## 個人
利家彌留之際，在給予利長的遺書中稱連龍和高山重友是有用的人才。另外，連龍雖然是前田家家臣，但是由於獲信長安堵所領，在知行方面與其他前田氏家臣有別，其權限與獨立的大名無異，讓長氏得以成為加賀藩重臣，獲稱為「加賀八家」之一。